# Skoroszowice
Skoroszowice (deutsch: Korschwitz, vormals Skorosowitz, auch Kurschwitz) ist ein Dorf in der Stadt- und Landgemeinde Strzelin (Strehlen) im Powiat Strzeliński (Kreis Strehlen) in der Woiwodschaft Niederschlesien in Polen.

## Lage
Nachbarorte sind Nieszkowice (Neobschütz) im Norden, Zarzyca (Reichau) im Nordwesten, Targowica (Tarchwitz) im Süden.

## Geschichte
Der Ort erscheint in älteren Urkunden als „Skorosowitz“. Besitzer waren: um 1560 Kaspar von Reichau, 1571 sein Sohn Melchior, fürstlich-württembergischer Rat und Kriegshauptmann, der die Verwaltung des Gutes 1598 seiner Schwester Anna, Witwe des Balthasar Sterzens übergab. 1626 war der Eigentümer Sigmund von Zedlitz, 1630 dessen Erben, 1640 Kaspar von Abschatz und Kummerick, der in Neobschütz bestattet wurde. 1653 besaß es der Landesälteste Karl Friedrich von Hochberg, darauf folgten Karl Friedrich und Johann Heinrich von Nimptsch, 1717 kam das Gut an Hans Christoph von Burgsdorff und Gottfried Benjamin von Langenau. Ende des 18. Jahrhunderts gehörte das Gut Karl Benjamin von Langenau.
Nach dem Ersten Schlesischen Krieg fiel Korschwitz mit dem größten Teil Schlesiens an Preußen. 1785 enthielt Korschwitz ein herrschaftliches Vorwerk, 13 Dreschgärtner, eine Wassermühle und ein Gemeindehaus. 1845 zählte Korschwitz 35 Häuser, ein Vorwerk, 263 überwiegend evangelische Einwohner (28 katholisch), evangelische Kirche zu Reichau, katholische Kirche zu Danchwitz, eine Wassermühle, eine Brauerei, zwei Brennereien, neun Handwerker und vier Händler. Zur Gemeinde gehörte das Dörfchen Miskowitz auch Mischkowitz, mit zehn Häusern, 85 überwiegend evangelischen Einwohnern (zehn katholisch). Korschwitz gehörte bis 1932 zum Kreis Münsterberg und darauf bis 1945 zum Landkreis Strehlen.
Seit 1874 bildeten Korschwitz, Kummelwitz, Neobschütz und Tarchwitz den Amtsbezirk Korschwitz. Als Folge des Zweiten Weltkriegs fiel Korschwitz mit fast ganz Schlesien 1945 an Polen. Nachfolgend wurde es durch die polnische Administration in Skoroszowice umbenannt. Die Einwohner wurden größtenteils vertrieben. Die neu angesiedelten Bewohner stammten teilweise aus Ostpolen, das an die Sowjetunion gefallen war. Heute gehört Skoroszowice zur Stadt-Land-Gemeinde Strzelin.